# Warikahnita
La warikahnita és un mineral de la classe dels fosfats. Rep el nom de Walter Richard Kahn (1911-2009), distribuïdor i col·leccionista especialitzat en minerals del Tsumeb, pel seu suport financer a investigacions sobre minerals secundaris i les seves estructures cristal·lines.

## Característiques
La warikahnita és un fosfat de fórmula química Zn₃(AsO₄)₂·2H₂O. Va ser aprovada com a espècie vàlida per l'Associació Mineralògica Internacional l'any 1978. Cristal·litza en el sistema triclínic.
Segons la classificació de Nickel-Strunz, la warikahnita pertany a «08.C - Fosfats sense anions addicionals, amb H₂O, amb cations de mida petita i mitjana» juntament amb els següents minerals: fransoletita, parafransoletita, ehrleïta, faheyita, gainesita, mccril·lisita, selwynita, pahasapaïta, hopeïta, arsenohopeïta, fosfofil·lita, parascholzita, scholzita, keyita, pushcharovskita, prosperita, gengenbachita i parahopeïta.

## Formació i jaciments
Va ser descoberta a la mina Tsumeb, a la localitat homònima de la regió d'Otjikoto, a Namíbia. També ha estat descrita a les mines de Plaka i a les mines de Kamariza, a Grècia. No ha estat trobada en cap altre indret del planeta.